# O altă Cenușăreasă modernă
O altă Cenușăreasă modernă (denumire originală: Another Cinderella Story) este un film de comedie, romantic, din 2008, regizat de Damon Santostefano, cu Selena Gomez și Drew Seeley în rolurile principale. Filmul a fost realizat direct-pe-DVD de Warner Premiere la 16 septembrie 2008. Este o continuare tematică a filmului O Cenușăreasă modernă (A Cinderella Story) din 2004.

## Sinopsis
Mary Santiago (Selena Gomez) este o fata timida si pasionata de dans. Mama ei era o dansatoare pentru Dominique Bratt, o fosta vedeta pop, care si-a pierdut din popularitate dar in continuare era bogata. Cand mama lui Mary a murit, Dominique a adoptat-o cu scopul de a avea o servitoare in casa. Astfel, Mary isi petrece urmatorii ani alaturi de Dominique si fiicele ei urate si rautacioase, Bree si Britt. 
De mică, lui Mary îi place să danseze și idolul ei este Joey Parker (Drew Seeley), care este venerat de toate fetele de la ea de la scoala. Dar se află că el vine aici, de a dori să vadă locurile de unde a început să danseze. Când vine un bal mascat, surorile vitrege află că și Mary vrea să meargă la spectacol, așa că auzind toate acestea, mamă lor, Dominique o pune pe Mary să curețe dormitorul ei, care e extrem de murdar. Tami află de asta și trimite pe verișorii iubitului surorii ei să curețe în locul lui Mary, dar până la ora 12, atunci când Dominique revine acasă.Când Mary și Tami merg la bal mascate că cele două surori ale lui Mary să nu afle, Mary întâlnește un băiat, care e joey Parker, ea nu știe că  e el,  Joey, atras de frumusețea lui Mary o invită la dans, dar când Mary află că el e Joey Parker și că e oră 12, fuge cu Tami ca să ajungă la timp acasă, atunci Mary îsi scăpa playerul. Încercând, Joey dorește să afle care a fost fata misterioasă. Până la urmă, Joey a găsit-o pe Mary, și și-a dat seamă, dar surorile vitrege încearcă să-l îl țină departe pe Joey de Mary. Din pacate, fericirea lor este de scurta durata, deoarece surorile vitrege ale lui Mary 